# Clubiona wolongica
Clubiona wolongica este o specie de păianjeni din genul Clubiona, familia Clubionidae, descrisă de Zhu și An, 1999. Conform Catalogue of Life specia Clubiona wolongica nu are subspecii cunoscute.